# Монтойя, Исидро
Исидро Монтойя Валенсия (исп. Isidro Montoya Valencia; род. 3 ноября 1990, Турбо, Антьокия) — колумбийский легкоатлет, специалист по бегу на короткие дистанции. Выступал за сборную Колумбии по лёгкой атлетике в 2009—2015 годах, многократный призёр первенств Южной Америки, Боливарианских игр, иберо-американских чемпионатов, участник летних Олимпийских игр в Лондоне.

## Биография
Исидро Монтойя родился 3 ноября 1990 года в городе Турбо департамента Антьокия.
Впервые заявил о себе в лёгкой атлетике на международном уровне в сезоне 2009 года, когда вошёл в состав колумбийской национальной сборной и выступил на юниорском южноамериканском первенстве в Сан-Паулу: выиграл бронзовую медаль в беге на 100 метров, стал четвёртым в беге на 200 метров и получил серебро в эстафете 4 × 100 метров.
В 2010 году на Южноамериканских играх в Медельине одержал победу в индивидуальном беге на 100 метров и в эстафете 4 × 100 метров. В тех же дисциплинах был восьмым и третьим на иберо-американском чемпионате в Сан-Фернандо, стартовал на Играх Центральной Америки и Карибского бассейна в Маягуэсе.
В 2011 году в эстафете 4 × 100 метров выиграл серебряную медаль на чемпионате Южной Америки в Буэнос-Айресе, стал седьмым на чемпионате Центральной Америки и Карибского бассейна в Маягуэсе, выступил на Панамериканских играх в Гвадалахаре.
Благодаря череде удачных выступлений удостоился права защищать честь страны на летних Олимпийских играх 2012 года в Лондоне — в программе бега на 100 метров с результатом 10,54 остановился на стадии четвертьфиналов. Также в этом сезоне добавил в послужной список серебряные награды, выигранные в индивидуальном беге на 100 метров и в эстафете 4 × 100 метров на молодёжном южноамериканском первенстве в Сан-Паулу.
После лондонской Олимпиады Монтойя остался действующим спортсменом на ещё один олимпийский цикл и продолжил принимать участие в крупнейших международных стартах. Так, в 2013 году в беге на 100 метров и в эстафете 4 × 100 метров он выиграл бронзовую и серебряную медали на чемпионате Южной Америки в Картахене, в тех же дисциплинах получил серебро и бронзу на Боливарианских играх в Трухильо.
В 2014 году на 100-метровой дистанции взял бронзу на иберо-американском чемпионате в Сан-Паулу и на Панамериканском спортивном фестивале в Мехико, финишировал пятым на Играх Центральной Америки и Карибского бассейна в Веракрусе. При этом на соревнованиях в Кали установил свой личный рекорд — 10,15.
В 2015 году был восьмым на южноамериканском чемпионате в Лиме.
Завершил спортивную карьеру по окончании сезона 2019 года.